# Pogostemon
Pogostemon es un género muy vasto de la familia Lamiaceae. La especie más conocida es el Pachuli (Pogostemon cablin). Es originario de las regiones tropicales y subtropicales de África, Asia y noroeste del Pacífico.

## Especies
- Pogostemon auricularia (L.) Hassk.
- Pogostemon cablin (Blanco) Benth.
- Pogostemon formosanus Oliv.
- Pogostemon stellatus (Lour.) Kuntze

## Sinonimia
- Wensea J.C.Wendl., Coll. Pl. 3: 24 (1819).
- Dysophylla Blume, Bijdr.: 826 (1826).
- Chotekia Opiz & Corda, Flora 13: t. 33 (1830).
- Eusteralis Raf., Fl. Tellur. 2: 95 (1837).
- Dysophylla El Gazzar & L.Watson ex Airy Shaw, Taxon 16: 190 (1967), nom. illeg.
- Anuragia Raizada, Suppl. Duthie's Fl. Upper Gangetic Plain: 219 (1976), nom. illeg.[1]